# Raoul Plus
Raoul Plus (* 22. Januar 1882 in Boulogne-sur-Mer; † 23. Oktober 1958 in La Flèche, Pays de la Loire) war ein französischer Jesuit und katholischer Theologe.

## Leben
Er besuchte am Collège Notre-Dame der Jesuiten in seiner Heimatstadt. Er trat 1899 in ihr Noviziat in Saint-Acheul-lez-Amiens ein. Ab 1901 lebte er im Exil für zwei Jahre höhere Rhetorik in Arlon (Belgien), drei Jahre Philosophie in Gemert (Holland), in Florennes (Belgien) und vier Jahre Theologie in Enghien (Belgien). Er wurde 1913 zum Priester geweiht. Nach einem Jahr persönlicher Arbeit in Enghien verbrachte er 1919–1920 sein Tertiat bei Pater Louis Poullier und wurde dann an das Katholische Institut für Kunst und Handwerk in Lille berufen, um Religionsunterricht zu geben. Gleichzeitig war er Kaplan der Marianischen Kongregation in den Katholischen Fakultäten und hielt während der Ferien zahlreiche Exerzitien. Von 1940 bis 1945, zurückgezogen im Altersheim La Barde in der Dordogne, predigte und schrieb er weiter. In Lille war er ab 1945 geistlicher Vater am Saint-Joseph-College mit der gleichen Tätigkeit.

## Schriften (Auswahl)
- Seelenführung nach berühmten Meistern des geistlichen Lebens. Regensburg 1936, OCLC 1040139292.
- Über die Einfachheit im Umgang mit Gott und den Mitmenschen. München 1949, OCLC 73638599.
- Magnifikat. Die Mutter Gottes singt. München 1956, OCLC 915807675.
- Gott in uns. Konstanz 1959, OCLC 73638593.